# PGC 12827
LEDA/PGC 12827 ist eine Spiralgalaxie vom Hubble-Typ S im Sternbild Eridanus am Südsternhimmel. Sie ist schätzungsweise 91 Millionen Lichtjahre von der Milchstraße entfernt. Im selben Himmelsareal befinden sich u. a. die Galaxien NGC 1331, NGC 1332, IC 1928.